# Horst-Dieter Höttges
Horst-Dieter Höttges (Mönchengladbach, 10 de setembro de 1943 — Verden, 22 de junho de 2023) foi um ex-futebolista alemão que atuava como lateral-direito. É também um dos 7 jogadores a terem conquistado ambas medalhas de ouro, de prata e de bronze em Copas do Mundo FIFA.

## Carreira

### Borussia Mönchengladbach
Nascido em Mönchengladbach, Höttges começou a jogar futebol no Borussia Mönchengladbach aos 17 anos. Depois de três anos nas categorias de base do Mönchengladbach, ele participou da campanha do clube na Regionalliga West de 1963-64.

### Werder Bremen
Antes da temporada 1964-65, ele assinou com o Werder Bremen da Bundesliga e obteve sucesso imediato sob o comando de Willi Multhaup no Weser-Stadion, terminando a temporada ganhando o título da Bundesliga.
Este sucesso com o Werder Bremen foi fundamental para que Helmut Schön o convocasse para a Seleção Alemã em 1965, altura em que ele ganhou o apelido de "Eisenfuß". 
Embora o Werder Bremen não tenha conseguido recopiar o sucesso de 1965 e se tornado um combatente ao rebaixamento, Höttges permaneceu fiel a equipe e jogou no clube até 1978, marcando 55 gols em suas 420 aparições. Ele foi nomeado como "Ehrenspielführer" (capitão honorário) devido a seus esforços de carreira pelo Werder Bremen.

## Seleção
Em 13 de março de 1965, Horst-Dieter Höttges estreou pela Alemanha Ocidental em um amistoso contra a Itália (1-1) no Volksparkstadion em Hamburgo. 
O Volksparkstadion de Hamburgo também foi o local onde ele jogou a última de suas 66 partidas pela Alemanha Ocidental durante a memorável derrota para a Alemanha Oriental na Copa do Mundo de 1974. A derrota no jogo levou o técnico Helmut Schön a mudanças significativas em sua formação e limitou Höttges a um papel no banco. Isso resultou na aposentadoria subseqüente do futebol internacional após a final da Copa do Mundo de 1974.
Höttges estreou na Copa do Mundo de 1966, como parte do esquadrão que foi vice-campeão na Inglaterra. Ele também foi membro do plantel da Copa do Mundo de 1970 que ficou em terceiro lugar. 
Ele foi titular na final da Euro 1972, em Bruxelas. Ele e seus companheiros de equipe venceram a União Soviética naquele dia e ganharam a primeira Eurocopa do país.

## Títulos
- Bundesliga: 1964-65

- Eurocopa:  1972
- Copa do Mundo: 1974